# Антиобледенители
Антиобледени́тели — вещества и устройства, предназначенные для предотвращения локального обледенения. Причислять к ним средства для устранения уже образовавшегося льда не вполне корректно.

## Проблема обледенения
В силу высоты расположения над землёй, настоящей проблемой является обледенение проводов ЛЭП и контактных сетей железнодорожного и городского электротранспорта. Жители России наблюдают это особенно ярко при каждом ледяном дожде. Например, при обледенении проводов высоковольтных ЛЭП, диаметр нароста льда иногда достигает 15-20 см, что приводит к обрыву проводов и даже к обрушению опор. Борьба с этим явлением путём кратковременного принудительного нагрева проводов (за счет увеличения силы тока) по методу Виктора Петренко не всегда возможна. Покрытие поверхности проводов гидрофобизаторами могло бы предотвратить их обледенение, однако рациональной технологии их нанесения пока не существует. К тому же такое покрытие необходимо периодически обновлять.
Для борьбы с обледенением контактной сети, используемой для работы электротранспорта, применяются автоматические системы распылительного типа. Такие системы устанавливаются на линейные и сервисные транспортные средства (троллейбусы, трамваи, электропоезда) и периодически наносят антиобледенительное вещество на поверхность контактной сети во время движения. Антиобледенительные вещества производятся на основе гликолей и как правило могут разбавляться с водой в разных пропорциях. Некоторые составы способны удерживаться на контактной сети до 2-3 дней.
В России актуальной является проблема борьбы с сосульками на наклонных крышах, так как образование сосулек наступает массово и одновременно. При этом трудозатратная борьба до сих пор ведется не с причинами, а с последствиями явления. Решение проблемы рядом предлагаемых методов (воздействие на нижнюю кромку крыши электрическим, волновым или тепловым способом) нерационально из-за капитало- и энергоемкости всего этого.
Формирование большой сосульки возможно только потому, что её верх, в процессе охлаждения воды, сильно примерзает к материалу кровли. Обработка нижней части крыши подходящим гидрофобизатором позволяет в последующем предотвратить прилипание льда к наклонной металлической кровле. Требования к такому гидрофобному покрытию — легкость нанесения и стойкость к смыванию атмосферными осадками и солнечному свету. В наибольшей степени этому удовлетворяют растворы кремнийорганических веществ-гидрофобизаторов и органосиликатные эмали. Эти материалы в России уже производятся.

## Принципы работы антиобледенителей и их типы
Набор средств для предотвращения обледенения невелик, а методы воздействия основаны либо на физических эффектах (локальное механическое, тепловое или волновое воздействие), либо на обработке подходящими химическими составами, уменьшающими температуру кристаллизации воды или её адгезию к поверхностям.
Реже всего можно встретить антиобледенители механического действия. Иногда их используют на промысловых водоемах для обеспечения возможности насыщения воды кислородом, необходимым для дыхания рыб. Это подвешиваемые на специальных опорах или поплавках нагнетательные устройства с насосом, поднимающие наверх более теплую придонную воду, предотвращающую образование льда на выбранных локальных участках поверхности водоема.
В сегменте антиобледенителей органического происхождения наибольшее распространение нашли составы, предназначенные для противообледенительной обработки авиалайнеров. Проходя через облака с переохлажденными водяными каплями, самолеты инициируют их быструю кристаллизацию на фюзеляже, крыльях, передних кромках двигателей, но предполетная обработка противообледенительной жидкостью на основе гликолей или многоатомных спиртов предотвращает образование в полете ледяной корки, способной спровоцировать авиакатастрофу. Производство подобных составов в России налажено.
Особую группу антиобледенителей образуют твердые полимеры, к которым у воды и в жидком, и твердом состоянии очень низкая адгезия. В этом ряду находятся силиконы, тетрафторэтилен (фторопласт), полиуретан, полиэтилен, каучук. Целесообразность их применения в качестве гидрофобного покрытия всякий раз определяется технологическими возможностями формирования такого покрытия и требованиям к его механическим свойствам. Кроме того, применение некоторых из этих полимеров ограничено их склонности к деструкции под действием света.

## Прочие типы антиобледенителей
К антиобледенителям также можно отнести противогололедные реагенты, используемые для зимней обработки автодорог с твердым покрытием. Это, в основном, минеральные одно- или многокомпонентные составы, действие которых основано на образовании с водой низкозамерзающих растворов. До сих пор в дорожном хозяйстве России используют антигололедные составы на базе минеральных веществ природного происхождения (хлорид натрия, бишофит) или промышленного производства (хлорид кальция), поскольку это позволяет сделать противогололедные средства более дешевыми. Однако высокая коррозионная агрессивность упомянутых хлоридов и требования экологического характера понуждают постепенно перейти к использованию более дорогих, но менее опасных средств. Например, композиций с добавлением ингибиторов коррозии.
В аэродромном хозяйстве в качестве антиобледенителей экономически оправдано использование мочевины (карбамида), ацетата калия, формиата натрия, нитратов кальция и магния.